# Jane Jacobs

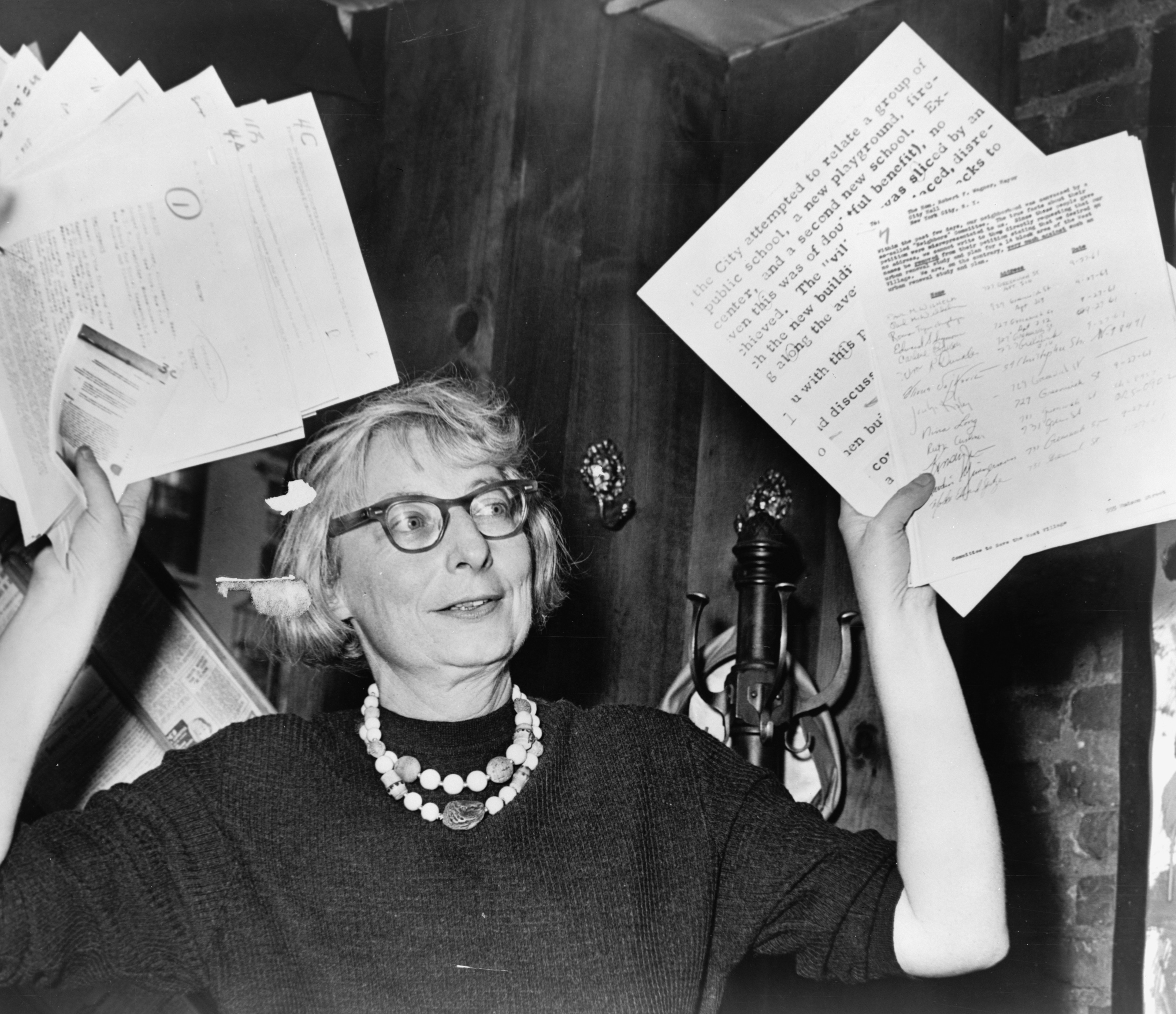
Jane Jacobs (1961)

Jane Jacobs, OC, O.Ont (* 4. Mai 1916 in Scranton, Pennsylvania als Jane Isabel Butzner; † 25. April 2006 in Toronto) war eine in den USA geborene kanadische Sachbuchautorin, Stadt- und Architekturkritikerin.

## Leben
In den 1950er- und frühen 1960er-Jahren lebte sie im New Yorker Stadtviertel Greenwich Village. Um das Jahr 1960 sollte dort eine großangelegte Flächensanierung durchgeführt werden. Dies hätte den Verlust von über 80 % der vorhandenen, gemischten und gewachsenen Bausubstanz und die Verdrängung von tausenden Bewohnern, darunter viele Künstler und Gewerbetreibende, zur Folge gehabt. Nach dem gleichen Schema waren bereits seit Anfang der 1940er-Jahre unter der Ägide von Robert Moses in New York eine größere Anzahl von Flächensanierungen durchgeführt worden. Dabei wurde stets die vorhandene, drei- bis fünfstöckige Blockrandbebauung weitgehend komplett durch 10- bis 18-stöckige, freistehende Wohnhochhäuser mit immer gleichen Ziegelfassaden ersetzt. Bei diesen Sanierungsmaßnahmen ging es immer um Slumbeseitigung, deswegen wurden die Flächen zwischen den neuen Hochhäusern oft recht aufwendig begrünt; auch ging es darum, die vor den Sanierungen in der Regel extrem hohe Besiedlungsdichte der betroffenen Viertel zu verringern. Auf diese Weise wurde beispielsweise fast die gesamte Bebauung der Lower East Side entlang des East River im Süden von Manhattan innerhalb weniger Jahre komplett durch Neubauten ersetzt. Nachdem etwa 1960 nunmehr auch Greenwich Village offiziell zum „Slum“ erklärt worden war, drohte dem Viertel ein ähnliches Schicksal wie der Lower East Side. Es ist im Wesentlichen Jane Jacobs zu verdanken, dass dort zum ersten Mal eine größere Bürgerbewegung entstand, die die sehr unterschiedlichen Bewohner des Viertels mit dem Ziel einte, die Zerstörung des Viertels zu verhindern. Im Jahre 1962 war dieses Ziel erreicht. Nicht verhindert werden konnte freilich, dass im Rahmen der aufwertenden Sanierungsmaßnahmen in den kommenden Jahrzehnten die Mieten immer neue Höhen erklommen und viele der Bewohner so doch noch zum Auszug aus ihrem Village zwangen.
Ab 1969 lebte sie mit ihrem Ehemann, dem Architekten Robert Hyde Jacobs, Jr. (1917–1996) in Toronto, Kanada. Das Paar hatte zwei Söhne, James Kedzie Jacobs (* 1948) und Edward Decker Jacobs (* 1950), sowie die Tochter Mary Hyde Jacobs. Auch in ihrer neuen Heimatstadt engagierte sie sich sehr schnell in städtebaulichen Fragen. So konnte sie dort beispielsweise einen Beitrag zu der Verhinderung des geplanten Spadina Expressway leisten.

## Themen
Ihr wichtigstes Werk The Death and Life of Great American Cities (Tod und Leben großer amerikanischer Städte) erschien 1961. In dieser Streitschrift protestierte sie gegen die vorherrschende Stadtplanung jener Zeit. Sie kritisierte den Verlust von gewachsenen städtischen Strukturen – mit ihren urbanen Mischungen von verschiedenen Nutzungen der Gebäude – und die Praxis der Stadtplanung, die sich an der klassischen Moderne zu orientieren schien und Wohnen, Arbeiten, Freizeit etc. nach dem Muster von Gartenstadt und „ville radieuse“ zu trennen versuchte.
Stattdessen forderte sie eine vielfältig gemischte Bebauung innerhalb einer Straße, eine große Bandbreite von verschiedenen Gebäuden in einem Viertel, das Ermöglichen lebendiger Nachbarschaften und kleinteilige, ungeplante Quartiere. Sie zeigte, wie die alltägliche Interaktion in einer solchen Nachbarschaft ein Netzwerk aufbaut, das sie als „soziales Kapital“ bezeichnete und das die Grundlage für gegenseitiges Vertrauen, gemeinsame Aktivitäten und Resilienz in Krisenzeiten bildet. Mit dieser Diagnose traf sie die Bedürfnislage der Nachkriegszeit, bei der zuvor unter dem Wahlspruch „Urban Renewal“ ganze Viertel planiert und als autogerechte Bausteine wieder ins Netz der Metropolen eingeklinkt worden waren. Seit den 1960er Jahren nahm die veröffentlichte Meinung nun zunehmend die eingetretenen Verluste in den Blick.
Jane Jacobs Bedeutung als Städtebaukritikerin in den USA ist vergleichbar mit derjenigen des 1982 verstorbenen Alexander Mitscherlich (Die Unwirtlichkeit unserer Städte; Thesen zur Stadt der Zukunft) im deutschen Sprachraum. Dort beeinflusste Jacobs unter anderem auch Wolf Jobst Siedler, der später mit Elisabeth Niggemeyer und Gina Angress Die gemordete Stadt publizierte. Die Zeitschrift „Literary Review of Canada“ wertete Jacobs’ Buch von 1961 im Jahr 2016 als eines der in Kanada einflussreichsten 25 Bücher der letzten 25 Jahre.
Eine urbane Diversität ist nach Jacobs auch aus ökonomischen Gründen wichtig, um den Austausch zwischen Unternehmen zu fördern, kreative Unternehmen anzusiedeln und den Verfall zu stoppen. In Cities and the Wealth of Nations (1985) entwickelte sie eine Theorie des ökonomischen Städtewachstums, das auf Importsubstitution basiere. Wenn in Siedlungen eingeführte (nicht-agrarische) Produkte allmählich durch selbst produzierte Erzeugnisse ersetzt werden, könnten sich daraus größere Städte entwickeln. Der innere Austausch einer Stadt und der Export ihrer Produkte sei eine wichtige Wachstumsquelle.

## Jane's Walk

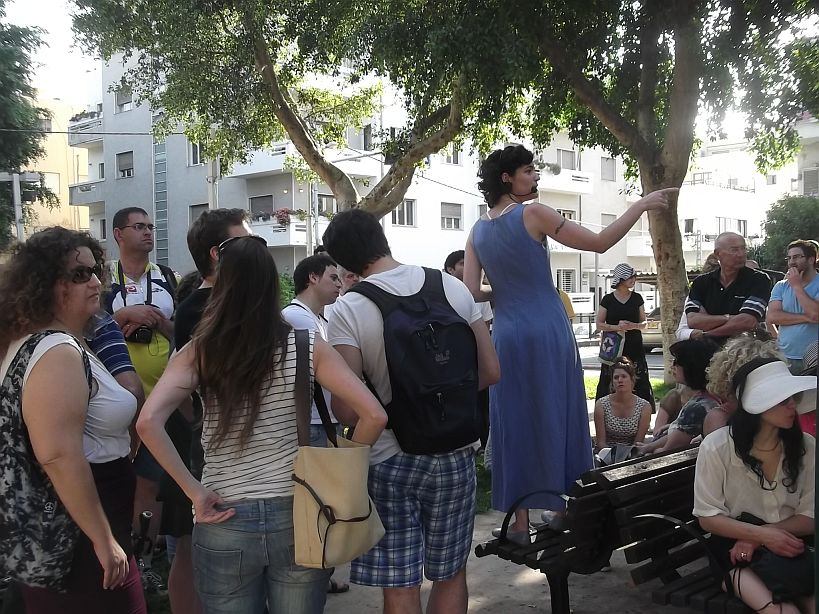
Die Knesset-Abgeordnete Tamar Zandberg führt einen Nachbarschaftsspaziergang in Tel-Aviv an

Jane’s Walk ist eine Reihe von Nachbarschaftsspaziergängen, inspiriert durch die Namensgeberin. Ausgehend von Toronto (2007) werden Jane’s Walks mittlerweile bereits in hunderten Städten weltweit durchgeführt.

## Jane Jacobs Prize
Die kanadische Organisation Ideas That Matter vergibt seit 1999 jährlich den Jane Jacobs Prize an Personen, die in Toronto leben und arbeiten und auf außergewöhnliche Art zum Stadtleben beitragen. Die ersten Preisträger waren der Geschichtenerzähler Dan Yashinsky und eine Nahrungsmittelmanagerin.

## Werke
- Downtown is for People – in The Exploding Metropolis. Editors of Fortune (eds.). Doubleday Anchor Book, New York 1958.
- The Death and Life of Great American Cities. 1961, NA: Vintage Books, New York 1992, ISBN 0-679-74195-X.
  - Übers. Eva Gärtner: Tod und Leben großer amerikanischer Städte. Bauwelt Fundamente Band 4, Ullstein, Berlin/Frankfurt am Main/Wien 1963; 3. Aufl. Friedrich Vieweg & Sohn, Braunschweig 1993, ISBN 3-7643-6356-8.
- The Economy of Cities. Vintage Books, New York 1970, ISBN 0-394-70584-X.
- Cities and the Wealth of Nations. Principles of Economic Life. Random House, New York 1985, ISBN 0-394-72911-0.
- Dark Age Ahead. Random House, New York 2004, ISBN 0-679-31309-5.